# ДОТ Токха
ДОТ Токха (англ. Tokcha' Pillbox) — японское оборонительное укрепление времён Второй мировой войны, построенное на острове Гуам. Построен на мысе Токха, в 1,6 км к северу от реки Тогча и в 1,1 км к югу от реки Илиг. Расположен в специально вырытой яме в 15 км от берега и на высоте 1 м над уровнем моря. Здание расположено на участке менее одного акра. ДОТ представляет собой железобетонное прямоугольное здание. Орудие расположено на южной стороне ДОТа. Строился японским 10-м смешанным полком Императорской армии в период 1941—1944 годов.
4 марта 1991 года ДОТ Токха был внесен в Национальный реестр исторических мест.